# Vibez (DaBaby)
Vibez è un singolo del rapper statunitense DaBaby, pubblicato il 31 marzo 2020 come quarto estratto dal secondo album in studio KIRK.

## Video musicale
Il video musicale è stato pubblicato il 24 ottobre 2019 ed è stato diretto da Reel Goats.

### Accoglienza
Michael Saponara di Billboard ha definito il video "spericolato".

## Accoglienza
Noah C di HotNewHipHop ha definito la traccia "esuberante" e "feroce". Con una nota meno positiva, Trent Clark di HipHopDX ha definito la traccia una "versione riscaldata di Suge".

## Tracce
1. Vibez – 2:24 (testo: Jonathan Kirk, Tahj Morgan, Dondre Moore, Jasper Harris – musica: JetsonMade, Neeko Baby, Harris)

## Classifiche
| Classifica (2019-20) | Posizione massima |
| -------------------- | ----------------- |
| Canada               | 27                |
| Irlanda              | 68                |
| Stati Uniti          | 21                |